# Engrais organique

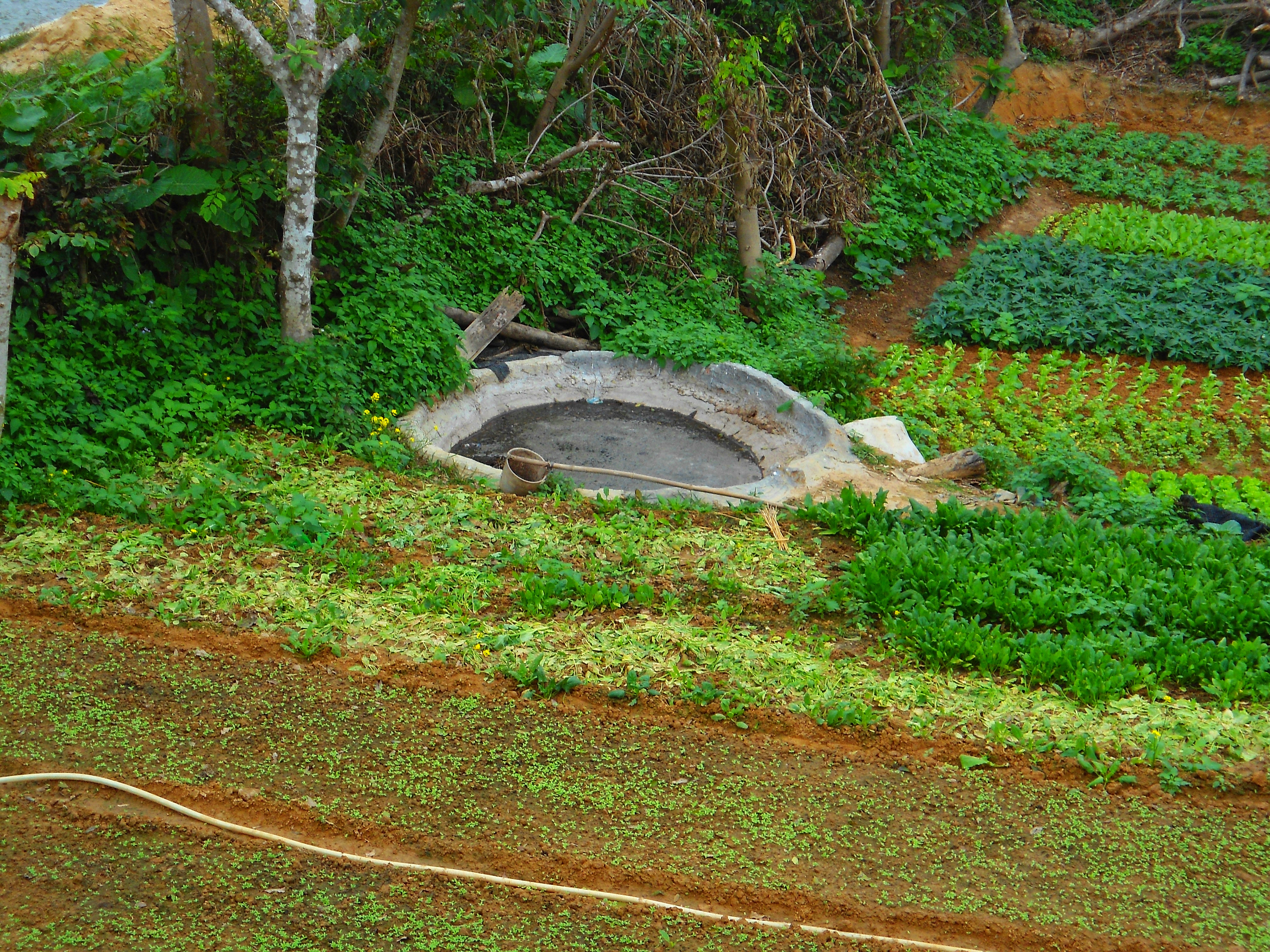
Un réservoir en ciment contenant un mélange de fumier de vache et d'eau. Ceci est commun dans la province du Hainan en Chine.

Les engrais organiques (appelés aussi engrais naturels) , sont issus de matière vivante (animale, végétale, fongique, bactérienne...)à différence des engrais minéraux ou chimique. 

Ce sont des engrais dérivés de matière animale, d'excréments d'animaux (fumier), d'excréments humains, et de matière végétale. (par exemple, le compost ou les résidus de culture). Les engrais organiques naturels comprennent les déchets des animaux, de la tourbe, du fumier, du lisier, ou encore du guano. À condition de ne pas contenir de résidus phytotoxiques et de produits de synthèse, ils sont recherchés par l'agriculture biologique, en maraichage notamment et en serriculture. 
En revanche, la majorité des engrais utilisés dans l'agriculture industrielle et commerciale sont aujourd'hui minéraux (par exemple, le phosphate) ou issu de la chimie industrielle (par exemple, l'ammoniac). 

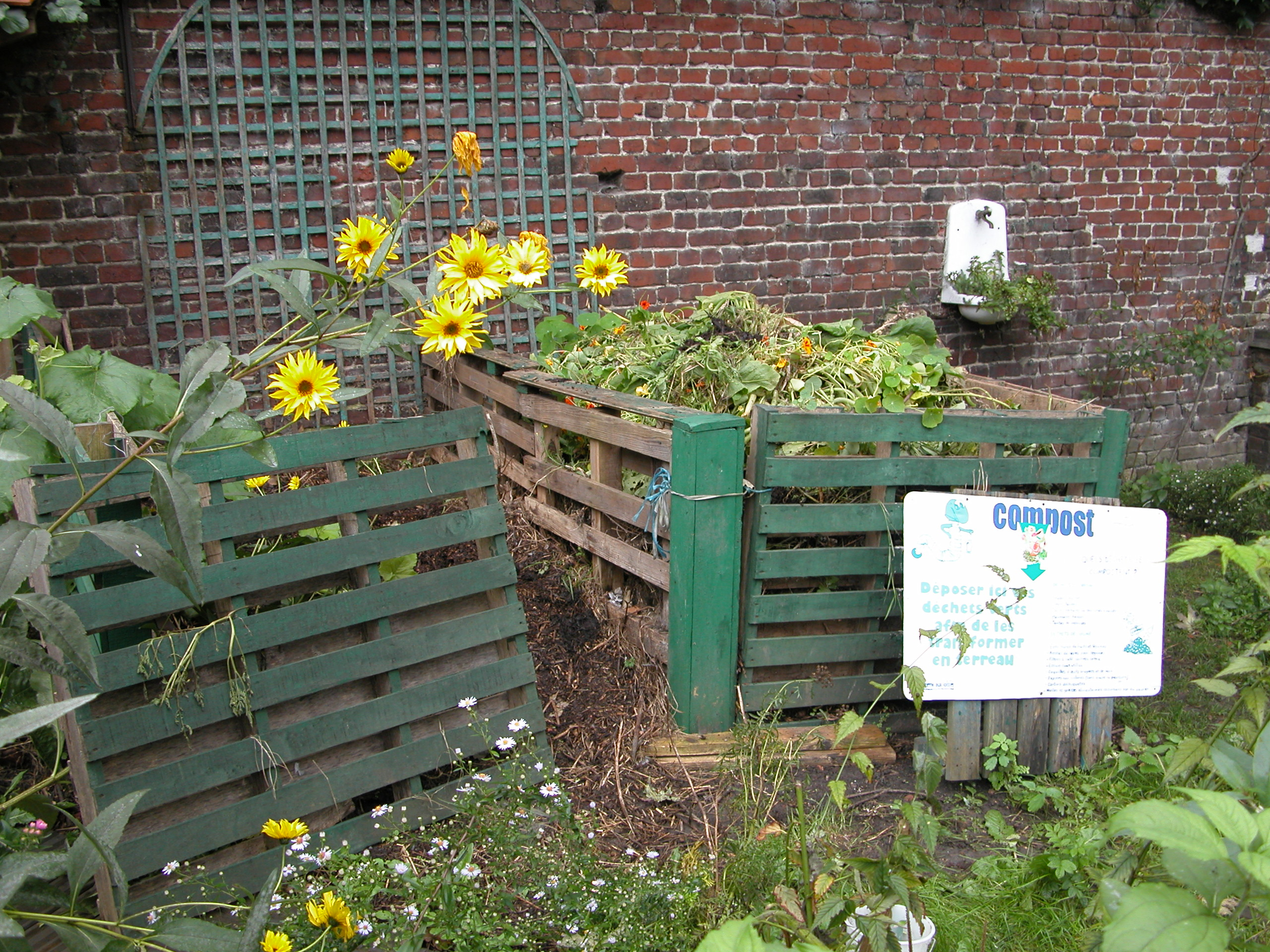
Bac à compost pour une production local d'engrais organique.

## Différents types d'engrais organique
Les engrais organiques sont le plus souvent d'origine animale et/ou végétale. Ils peuvent aussi être synthétisés, comme l'urée.
Les premiers sont de nos jours typiquement des déchets industriels, tels que des déchets d'abattoir : sang desséché, corne torréfiée, déchets de poissons, boues d'épuration des eaux. Ils sont intéressants pour leur apport en azote à décomposition relativement lente, et pour leur action favorisant la multiplication rapide de la microflore du sol, mais n'enrichissent guère le sol en humus stable.
D'autres sont issus de déchets végétaux : biodéchets végétaux, résidus verts, compostés ou pas, et ils peuvent être constitués aussi de plantes spécialement cultivées comme engrais vert (ou préparées dans ce but, comme le purin d'ortie), ou des produits à base d'algues. 
Ce sont aussi des sous-produits de l'élevage, tels que les fumiers, composés pour la plupart de litière végétale et de déjections; celles-ci ne sont pas principalement des matières animales, mais des végétaux plus ou moins digérés: lisier, fientes, etc.
Le principe de l'engrais vert reprend la pratique ancestrale d'enfouissement de mauvaises herbes. Elle s'appuie sur une culture intermédiaire ou dérobé, enfouie sur place. Quand il s'agit de légumineuses, telles que la luzerne ou le trèfle, on obtient, en plus, un enrichissement du sol en azote assimilable, car leur système radiculaire associe des bactéries, du genre Rhizobium, capables de fixer l'azote atmosphérique. Pour rendre cette technique plus efficace, on sème les graines avec la bactérie préalablement associée.
| Engrais           | N  | P  | K   |
| ----------------- | -- | -- | --- |
| Fumier de bœuf    | 6  | 1  | 7   |
| Fumier de vache   | 4  | 1  | 4   |
| Fumier de cheval  | 6  | 1  | 5   |
| Fumier de porc    | 4  | 1  | 5   |
| Fumier de poule   | 23 | 10 | 17  |
| Fumier de mouton  | 8  | 1  | 7   |
| Fumier de lapin   | 24 | 5  | 0,5 |
| Fumier de guano   | 10 | 13 | 2   |
| Plumes            | 80 | 0  | 0   |
| Cendres de bois   | 0  | 1  | 10  |
| Sang desséché     | 12 | 1  | 1   |
| Os                | 4  | 20 | 0   |
| Corne             | 12 | 1  | 0   |
| Farine de poisson | 9  | 12 | 4   |
| Déchets de peaux  | 10 | 0  | 0   |
| Urée              | 46 | 0  | 0   |
| Tourteau de ricin | 6  | 0  | 0   |

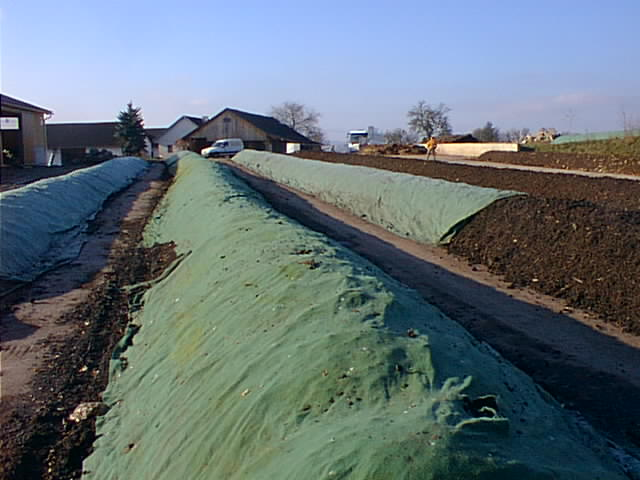
Un centre de production de compost à échelle industrielle.

En Europe il existe une norme « NFU 44 051 amendement organique » (plusieurs fois révisée), qui vise notamment à garantir que le produit utilisé comme engrais ou amendement n'est pas phytotoxique et présente un minimum d'efficacité agronomique. Elle n'impose pas de tests au champ qui seraient le meilleur moyen de tester l'es effets d'un engrais organique sur les plantes, mais qui est une procédure trop longue et couteuse. Elle s'appuie donc sur des analyses faites en laboratoire. 
Mais leurs limites, tant financières que de reproductivité et de variabilité des résultats
ont été soulignées.